# Victoria Point
Victoria Point är en förort till Brisbane i Australien. Den ligger i kommunen Redland och delstaten Queensland, omkring 31 kilometer sydost om centrala Brisbane. Antalet invånare är 13 755.
Närmaste större samhälle är Rochedale South, omkring 19 kilometer väster om Victoria Point. Genomsnittlig årsnederbörd är 1 424 millimeter. Den regnigaste månaden är januari, med i genomsnitt 275 mm nederbörd, och den torraste är oktober, med 21 mm nederbörd.